# Communauté de communes du Haut Minervois
La Communauté de communes du Haut Minervois était une communauté de communes française, située dans le département de l'Aude et la région Languedoc-Roussillon. Elle a été dissoute le 1er janvier 2013 à la suite de la mise en application de la réforme des collectivités territoriales et des décisions du  conseil départemental de coopération intercommunale de l’Aude.

## Histoire
La Communauté de Communes du Haut-Minervois regroupe 16 communes, sur une superficie de 30 000 hectares.
Ancré entre Montagne Noire et Canal du Midi,  son territoire offre des paysages de montagne, de vignes et d’eau. 
Avec une population de 14 000 habitants, la Communauté de communes du Haut Minervois est une des plus importantes intercommunalités rurales du département de l’Aude et du Pays Carcassonnais  auquel elle a adhéré en 2005. 
L’intercommunalité répond depuis longtemps, à un besoin nécessaire de travail en commun et de mise en synergie des moyens. 
Trois lois successives la définissent en 1992, 1999, et 2004. 
La Communauté des Communes du Haut Minervois a été créée par arrêté préfectoral du 11 décembre 2002. La commune d’Homps l’a rejointe en décembre 2004.
La Communauté de Communes du Haut Minervois est une collectivité territoriale réunissant 16 communes appartenant au même bassin de vie, chargée d'élaborer des projets communs de développement (économie, aménagement de l'espace, etc.). 
Elle exerce les compétences déléguées par les communes et que la loi définit comme étant obligatoires, optionnelles ou facultatives et élabore les projets qui y sont associés. 
Elle a choisi comme mode de fiscalité la taxe professionnelle unique (TPU). Elle dispose de dotations d'État pour son fonctionnement et ses équipements, comme les communes. 

La Communauté de Communes met en route des projets d’envergure pour en faveur du territoire et de ses habitants. 
En conséquence, le budget augmente d’année en année au fur et à mesure de la réalisation des projets. Ce budget traduit le dynamisme de la Communauté.En 2007 le budget s’élèvait à 13.034.000 € dont près de 44 % ont  été consacrés à l’investissement.
La communauté de communes du Haut Minervois a été dissoute le 1er janvier 2013. Les communes ont rejoint la communauté d'agglomération de Carcassonne Agglo à l'exception de la commune d'Homps qui a rejoint la nouvelle communauté de communes de la Région Lézignanaise, Corbières et Minervois.

## Composition
Au moment de sa dissolution, elle regroupait 17 communes:
| - Aigues-Vives - Azille - Cabrespine - Castans - Caunes-Minervois - Citou | - Homps - Laure-Minervois - Lespinassière - Pépieux - Peyriac-Minervois - Puichéric | - La Redorte - Rieux-Minervois - Saint-Frichoux - Trausse - Villeneuve-Minervois |  |